# Ass Burgers
"Ass Burgers" is de achtste aflevering van het vijftiende seizoen van de geanimeerde televisieserie South Park, en de 217e aflevering van de hele serie. Deze werd voor het eerst uitgezonden in de Verenigde Staten op 5 oktober 2011 op Comedy Central.

## Plot
"Ass Burgers" zet het verhaal van de voorgaande aflevering "You're Getting Old" voort met Stan die zich probeert aan te passen aan de scheiding van zijn ouders, maar wiens cynisme voor een uitbarsting van frustratie zorgt in de klas. Stans depressie krijgt per vergissing de diagnose "syndroom van Asperger", omdat Stan een jaar eerder een griepvaccinatie kreeg. Stan wordt naar een centrum voor syndroom van Asperger groepstherapie gebracht waar hij erachter komt dat de groep in werkelijkheid een dekmantel is van cynische zelfbenoemde vrijheidsstrijders die niet eens geloven dat het syndroom van Asperger een bestaande stoornis is. De groep is ervan overtuigd dat de wereld in stront is veranderd en een vijandelijke bovennatuurlijke macht de rest van de wereld ervan weerhoudt dit in te zien. De groep weet niet precies wie of wat deze vijand is, zo zouden het aliëns, robots uit de toekomst of menselijke mutanten kunnen zijn. De leider, een parodie op Morpheus van The Matrix, geeft Stan een glas whisky als "serum" zodat hij zich in de "illusionaire wereld" kan begeven.
Ondertussen probeert Cartman die "Aspergers" verkeerd heeft verstaan als assburgers (konthamburgers), eenzelfde diagnose te krijgen door zelfgebakken hamburgers in zijn ondergoed te stoppen. Hoewel dit mislukt, vinden de klasgenoten van Cartman de hamburgers, waarvan ze niet weten dat ze uit Cartmans onderbroek komen, heerlijk. Kyle brengt Cartman op het idee een kraampje te openen om zijn hamburgers aan de man te brengen. Kyle krijgt een baan bij "Cartman Burger" en wordt daar bezocht door Stan die onder de invloed van alcohol is. Stan probeert het goed te maken met Kyle die heeft gezegd geen vrienden meer te kunnen zijn met Stan, omdat hij te negatief is, maar dat mislukt. De volgende dag krijgt Stan weer een stevige borrel en wordt hij op pad gestuurd om een vergadering van de vijandelijke macht aan te vallen. Tot de tanden bewapend valt Stan binnen bij wat in werkelijkheid een vergadering van alle lokale fastfoodketens blijkt te zijn. Ze vergaderen over "Cartman Burger" die op een of andere manier al hun ingrediënten weet om te vormen tot een gas en daarmee vervolgens zijn burgers de unieke smaak geeft die alle klanten van de andere restaurants naar "Cartman Burger" lokt. Stan die zo dronken is dat hij het bewustzijn verliest, wordt vastgebonden en verhoord over het "geheime ingrediënt" van "Cartman Burger".
Omdat Stan niet weet wat het "geheime ingrediënt" is, wordt hij met een zender naar Kyle gestuurd om, terwijl hij onder schot wordt gehouden, uit te vinden wat het geheime ingrediënt is. Kyle vertelt Stan dat alleen Cartman het ingrediënt kent waarna de fastfoodbazen besluiten de hamburgerkraam te overvallen. Voordat ze erachter komen wat het ingrediënt is, bestormen ook de zwaar beschonken vrijheidsstrijders het toneel en starten een vuurgevecht dat geen van de fastfood bazen overleeft. Stan weigert meer whisky te drinken en realiseert zich dat ook al zijn zijn ouders niet meer bij elkaar en is Kyle niet langer zijn beste vriend, hij blij kan zijn en zich nu kan verheugen op alle veranderingen en al het nieuwe dat de wereld te bieden heeft. Stan zegt dat hij gelooft dat dit weleens een start voor allerlei nieuwe avonturen kan zijn voor iedereen.
Maar op het moment dat Stan zijn nieuwe levensvisie uit de doeken doet aan zijn vrienden, verschijnt zijn vader Randy in een verhuiswagen om zijn zoon verheugd mede te delen dat zijn moeder en hij weer terug samen zijn. Zijn moeder legt uit dat ze gelooft dat wanneer mensen ouder worden, ze soms maar beter kunnen blijven bij wat ze kennen. Stan verslagen door het korte leven dat zijn nieuwe filosofie beschoren was, verhuist terug in zijn oude huis met zijn vader, moeder en zus. Kyles kersverse vriendschap met Cartman wordt verscheurd door de ontdekking dat Cartmans scheten zorgen voor de unieke combinatie van aroma's in zijn hamburgers.
De volgende morgen wordt Stan wakker van Kyle, Cartman en Kenny die zijn kamer binnenkomen om hem uit te nodigen mee naar de bios te gaan. Berustend in zijn lot maar met gemengde gevoelens gaat Stan mee, terwijl hij op zijn weg naar buiten nog een slok whisky achterover slaat.